# Ogeretsu Tanaka
Ogeretsu Tanaka (japanisch たなか おげれつ Tanaka Ogeretsu, * 3. Juli 1995 in Osaka) ist eine japanische Mangaka. Unter diesem Namen veröffentlicht sie Boys-Love-Serien, während sie den Namen Marumero Tanaka für andere Werke nutzt.

## Werdegang und Werk
Tanaka veröffentlichte zunächst Mangas online auf Plattformen wie pixiv. Viele davon waren Yaoi-Dōjinshi, homoerotische Geschichten mit Figuren aus bekannten Serien, zu Kuroko no Basuke. Seit 2012 brachte sie auf diesem Wege aber auch ihre selbstgeschriebene Serie Come to Where the Bitch Boys Are heraus, die von den Mitgliedern eines Sex-Klubs an einer Jungen-Oberschule erzählt. Ab 2016 wurde diese vom Verlag Gentosha auch in Sammelbänden veröffentlicht und später in viele Sprachen übersetzt, darunter seit 2018 bei Egmont Manga ins Deutsche. 2018 kam auch eine Anime-Verfilmung heraus. Die Serie läuft noch immer und ist mit ihrer Länge, den Übersetzungen und Adaptionen sowie über 35.000 Verkäufen pro Band in Japan und einer Platzierung in den Manga-Verkaufscharts Tanakas erfolgreichster Manga.
Daneben schuf Tanaka viele weitere, kürzere Serien und Kurzgeschichten, die alle ebenfalls als Boys Love einzuordnen sind und romantische bis erotische Geschichten über Liebesbeziehungen zwischen Männern erzählen, mal als Komödien und mal als Dramen. Viele der Titel erschienen ebenfalls auf Deutsch, darunter Love Whispers In The Rusted Night 2016 noch vor Bitch Boys. Seit 2017 erscheint außerdem Let’s destroy the Idol Dream unter dem Pseudonym Marumero Tanaka, das erstmals kein Boys Love ist. Die seit 2018 auch auf Deutsch erhältliche Serie erzählt von einer Gruppe Oberschüler, die eine ungewöhnliche Idol-Gruppe gründen.

## Bibliografie (Auswahl)
- Come to Where the Bitch Boys Are (ヤリチン☆ビッチ部 Yarichin Bitch Bu, seit 2012, 5 Bände)
- Love is a Stupid Thing (恋とはバカであることだ Koi to wa Baka de Aru Koto da, 2013–2014, 1 Band)
- Love Whispers In The Rusted Night (錆びた夜でも恋は囁く Sabita Yoru Demo Koi wa Sasayaku, 2014–2015, 1 Band)
- The Right Way to Write Love (恋愛ルビの正しいふりかた Renai Rubi no Tadashii Furikata, 2014–2015, 1 Band)
- When Amber shines in Neon Light (ネオンサイン・アンバー Neon Sign Amber, 2015–2016, 1 Band)
- It’s the Journey not the Destination (エスケープジャーニー Escape Journey, 2015–2018, 3 Bände)
- Obsessed with a naked Monster (はだける怪物 Hadakeru Kaibutsu, 2015–2019, 2 Bände)
- Let’s destroy the Idol Dream (俺たちマジ校デストロイ Oretachi Magikō Destroy, seit 2017, 6 Bände)
- Daisy Jealousy (2019–2020, 1 Band)
- Happy of the End (2020–2023, 3 Bände)
- Mermaid♡Prince (2024, 1 Band)